# Paysage de la vallée de l'Arno
Le Paysage de la vallée de l'Arno, ou plus simplement Le Paysage, est un dessin (19 × 28,5 cm) à la plume et à l'encre authentifié par l'écriture du peintre florentin Léonard de Vinci. Il s'agit de son plus ancien dessin daté. Il a noté lui-même dans l'angle supérieur gauche le jour où le dessin a été exécuté : le 5 août 1473, jour de la Fête de Sainte Marie des Neiges (di di Santa Maria delle Neve addi 5 daghosto 1473). Le paysage représente la vallée de l'Arno, près de Florence, « telle qu’on la trouve dans le fond de maintes peintures florentines, notamment celles d’Antonio Pollaiolo.»
De cette œuvre ressort l'intérêt du jeune artiste pour les phénomènes naturels : fleuves, lacs, plantes ainsi que sa maîtrise d'un style simple.
Le besoin de perspective y est très peu sensible, si ce n'est quelques grilles  simulant les champs au loin dans la plaine par un quadrillage perceptible, le premier plan étant celui d'une hauteur et d'un éperon rocheux, d'un bourg fortifié.
Ce dessin est conservé à la Galerie des Offices à Florence.